# Orange (condado de Franklin, Massachusetts)
Orange é um lugar designado pelo censo localizado no condado de Franklin no estado estadounidense de Massachusetts. No Censo de 2010 tinha uma população de 4.018 habitantes e uma densidade populacional de 256,04 pessoas por km².

## Geografia
Orange encontra-se localizado nas coordenadas 42° 36′ 04″ N, 72° 17′ 44″ O. Segundo a Departamento do Censo dos Estados Unidos, Orange tem uma superfície total de 15.69 km², da qual 15.52 km² correspondem a terra firme e (1.11%) 0.17 km² é água.

## Demografia
Segundo o censo de 2010, tinha 4.018 pessoas residindo em Orange. A densidade populacional era de 256,04 hab./km². Dos 4.018 habitantes, Orange estava composto pelo 95.35% brancos, o 1.32% eram afroamericanos, o 0.3% eram amerindios, o 0.37% eram asiáticos, o 0.02% eram insulares do Pacífico, o 1.02% eram de outras raças e o 1.62% pertenciam a duas ou mais raças. Do total da população o 3.56% eram hispanos ou latinos de qualquer raça.